# Nœud lymphatique prétrachéal
Les nœuds lymphatiques prétrachéaux (ou ganglions lymphatiques prétrachéaux) sont des ganglions lymphatiques situés dans le cou.

## Structure
Les nœuds lymphatiques prétrachéaux se trouvent en avant de la trachée. Ils se trouvent le long du trajet des veines jugulaires antérieures de part et d'autre de la ligne médiane.
Ils se drainent dans les nœuds lymphatiques cervicaux latéraux profonds supérieurs à droite et dans le conduit thoracique à gauche.
Ils relient les nœuds lymphatiques trachéo-bronchiques et les nœuds lymphatiques paratrachéaux.